# Alexander Abuschachmetow
Alexander Weniaminowitsch Abuschachmetow (russisch Александр Вениаминович Абушахметов; * 21. Juli 1954 in Bischkek, Kirgisische SSR; † 10. Juni 1996 in Moskau) war ein kirgisischer Degenfechter, der für die Sowjetunion antrat.

## Erfolge
Alexander Abuschachmetow war international vor allem mit der sowjetischen Mannschaft erfolgreich. Bei Weltmeisterschaften gewann er zunächst 1977 in Buenos Aires Bronze und im Jahr darauf in Hamburg Silber. 1979 in Melbourne wurde er mit der Mannschaft dann Weltmeister. Abuschachmetow nahm an zwei Olympischen Spielen teil. 1976 belegte er in Montreal mit der Mannschaft Rang fünf, im Einzel kam er nicht über den 26. Rang hinaus. Bei den Olympischen Spielen 1980 in Moskau belegte er in der Einzelkonkurrenz den neunten Rang. Im Mannschaftswettbewerb erreichte die Sowjetunion mit Abuschachmetow das Gefecht um den dritten Platz gegen Rumänien, das mit 9:5 gewonnen wurde. Abuschachmetow gewann somit gemeinsam mit Aschot Karagjan, Boris Lukomski, Alexander Moschajew und Wladimir Smirnow Bronze.